# Acantheae
Acantheae, tribus u porodici primogovki, dio potporodice Acanthoideae. Postoji 17 priznatih rodov.

## Rodovi
1. Subtribus Acanthinae Nees
  1. Crossandra Salisb. (55 spp.)
  2. Crossandrella C. B. Clarke (3 spp.)
  3. Streptosiphon Mildbr. (1 sp.)
  4. Sclerochiton Harv. (17 spp.)
  5. Cynarospermum Vollesen (1 sp.)
  6. Blepharis Juss. (128 spp.)
  7. Acanthopsis Harv. (20 spp.)
  8. Acanthus L. (29 spp.)
2. Subtribus Aphelandrinae Bremek.
  1. Stenandriopsis S.Moore (20 spp.)
  2. Stenandrium Nees (50 spp.)
  3. Salpixantha Hook. (1 sp.)
  4. Neriacanthus Benth. (1 sp.)
  5. Aphanandrium Lindau (5 spp.)
  6. Holographis Nees (18 spp.)
  7. Aphelandra R.Br. (206 spp.)
  8. Xantheranthemum Lindau (1 sp.)
  9. Cyphacanthus Leonard (1 sp.)

- Achyrocalyx Benoist , uklopljen u Stenandriopsis